# Ginástica nos Jogos Bolivarianos de 2022
As competições de ginástica nos Jogos Bolivarianos de 2022 em Valledupar, Colômbia, foram realizadas de 27 de junho a 3 de julho de 2022 no Coliseo de Ferias e Coliseo da Universidade Popular de Cesar.
Vinte e cinco eventos de medalhas foram serem disputados; 14 na ginástica artística (oito para homens, seis para mulheres), oito para rítmica (todas para mulheres) e 3 para trampolim (uma para homens, duas para mulheres). Um total de 119 atletas competirão nos eventos. Os eventos foram competições abertas sem restrições de idade, exceto para as artísticas onde os ginastas devem ter pelo menos 18 (homens) e 16 (mulheres) anos até 31 de dezembro de 2022.
Foi planejado que um evento de trampolim sincronizado masculino seria realizado, mas no final não aconteceu.
A Colômbia é a atual campeã das competições de ginástica, conquistada na edição anterior, em Santa Marta 2017.

## Nações participantes
Todas as 11 nações participantes dos jogos (7 nações ODEBO e 4 convidadas) inscreveram atletas para as competições de ginástica. Cada nação pôde inscrever no máximo 28 ginastas (9 homens e 19 mulheres) distribuídos por disciplinas da seguinte forma:
- Ginástica artística: equipe formada por no máximo 6 e mínimo de 4 ginastas por gênero (máximo total de 12), ou caso contrário, no máximo três ginastas que participariam individualmente.
- Ginástica rítmica: mínimo de 1 e máximo de 10 atletas (todas femininas).
- Trampolim: até 6 ginastas (3 por gênero)

- BOL Bolívia (8 atletas)
- CHI Chile (13)
- COL Colômbia (26)
- ECU Equador (8)
- ESA El Salvador (1)
- DOM República Dominicana (10)
- GUA Guatemala (5)
- PAN Panamá (6)
- PAR Paraguai (1)
- PER Peru (17)
- VEN Venezuela (24)

## Locais de competição
As competições de ginástica foram realizadas em dois locais, ambos em Valledupar. A ginástica artística foi realizada no Coliseo de Ferias Luis Alberto Monsalvo Ramírez localizado ao sul de Valledupar. As disciplinas de ginástica rítmica e trampolim foram realizadas no Coliseu da Universidade Popular do Cesar, local que também receberia a ginástica artística antes de ser transferida para o Coliseo de Ferias.

## Resumo de medalhas

### Quadro de medalhas
*   país anfitrião (COL Colômbia)
| Pos.                | País                     | Ouro | Prata | Bronze | Total |
| ------------------- | ------------------------ | ---- | ----- | ------ | ----- |
| 1                   | COL Colômbia             | 14   | 12    | 3      | 29    |
| 2                   | VEN Venezuela            | 4    | 2     | 7      | 13    |
| 3                   | PER Peru                 | 3    | 2     | 1      | 6     |
| 4                   | ECU Equador              | 1    | 2     | 2      | 5     |
| 5                   | BOL Bolívia              | 1    | 2     | 0      | 3     |
| 6                   | CHI Chile                | 1    | 1     | 5      | 7     |
| 7                   | DOM República Dominicana | 1    | 0     | 1      | 2     |
| 8                   | PAN Panamá               | 0    | 2     | 4      | 6     |
| 9                   | GUA Guatemala            | 0    | 1     | 2      | 3     |
| 10                  | ESA El Salvador          | 0    | 1     | 0      | 1     |
| Total (10 entradas) | Total (10 entradas)      | 25   | 25    | 25     | 75    |

### Medalhistas

#### Ginástica artística

##### Masculino
| Event            | Ouro | Prata | Bronze                                                                               |
| ---------------- | --- | --- | ------------------------------------------------------------------------------------ |
| Equipes          | Colômbia (COL) Kristopher Bohorquez Christopher Graff Dilan Jiménez Andrés Felipe Martínez José Manuel Martínez Sergio Vargas | Peru (PER) Daniel Agüero Jimmy Figueroa Mauricio Gallegos Edward Gonzáles Arian Prado Luis Enrique Pizarro | Equador (ECU) Pablo Calvache Israel Chiriboga César López Joan Pilay Johnny Valencia |
| Individual geral | Andrés Felipe Martínez COL Colômbia                                                                                           | Dilan Jiménez COL Colômbia                                                                                 | Edward Gonzáles PER Peru                                                             |
| Solo             | Andrés Felipe Martínez COL Colômbia                                                                                           | Israel Chiriboga ECU Equador                                                                               | Joel Álvarez CHI Chile                                                               |
| Cavalo com alças | Andrés Felipe Martínez COL Colômbia                                                                                           | José Manuel Martínez COL Colômbia                                                                          | Víctor Manuel Betancourt VEN Venezuela                                               |
| Argolas          | Kristopher Bohórquez COL Colômbia                                                                                             | Dilan Jiménez COL Colômbia                                                                                 | César López ECU Equador                                                              |
| Salto            | Edward Gonzáles PER Peru | Edwar Rolin VEN Venezuela                                                                                  | Dilan Jiménez COL Colômbia                                                           |
| Barras paralelas | Víctor Manuel Betancourt VEN Venezuela                                                                                        | Dilan Jiménez COL Colômbia                                                                                 | Edwar Rolin VEN Venezuela                                                            |
| Barra fixa       | Andrés Felipe Martínez COL Colômbia                                                                                           | Edwar Rolin VEN Venezuela                                                                                  | Joel Álvarez CHI Chile                                                               |

##### Feminino
| Evento              | Ouro | Prata | Bronze                                                                                   |
| ------------------- | --- | --- | ---------------------------------------------------------------------------------------- |
| Equipes             | Colômbia (COL) Ginna Escobar Daira Lamadrid Juliana Ochoa Laura Pardo Yiseth Valenzuela María José Villegas | Peru (PER) Chris Centeno Fabiana Cuneo Fabiola Díaz Ana Karina Méndez Ximena Rengifo María Fernanda Zúñiga | Panamá (PAN) Valentina Brostella Victoria Castro Hillary Heron Karla Navas Lucía Paulino |
| Individual geral    | Ana Karina Méndez PER Peru                                                                                  | Alais Perea ECU Equador                                                                                    | Hillary Heron PAN Panamá                                                                 |
| Salto               | Yamilet Peña DOM República Dominicana                                                                       | Karla Navas PAN Panamá                                                                                     | Hillary Heron PAN Panamá                                                                 |
| Barras assimétricas | Ana Karina Méndez PER Peru                                                                                  | Daira Lamadrid COL Colômbia                                                                                | Franchesca Santi CHI Chile                                                               |
| Trave               | Alais Perea ECU Equador                                                                                     | Alexa Grande ESA El Salvador                                                                               | Karla Navas PAN Panamá                                                                   |
| Solo                | Franchesca Santi CHI Chile                                                                                  | Hillary Heron PAN Panamá                                                                                   | Laura Pardo COL Colômbia                                                                 |

#### Ginástica rítmica

##### Individual
| Evento           | Ouro                         | Prata                        | Bronze                           |
| ---------------- | ---------------------------- | ---------------------------- | -------------------------------- |
| Individual geral | Lina Dussan COL Colômbia     | Vanessa Galindo COL Colômbia | Javiera Rubilar CHI Chile        |
| Bola             | Vanessa Galindo COL Colômbia | Lina Dussan COL Colômbia     | Javiera Rubilar CHI Chile        |
| Maças            | Vanessa Galindo COL Colômbia | Cibelle González BOL Bolívia | Isabella Bellizzio VEN Venezuela |
| Arco             | Lina Dussan COL Colômbia     | Vanessa Galindo COL Colômbia | Sophia Fernandez VEN Venezuela   |
| Fita             | Waleska Ojeda VEN Venezuela  | Javiera Rubilar CHI Chile    | Vanessa Galindo COL Colômbia     |

##### Grupos
| Evento            | Ouro | Prata                                                                                                  | Bronze |
| ----------------- | --- | --- | --- |
| Geral             | Colômbia (COL) Lorena Duarte Angelica Guerrero Natalia Jiménez Adriana Mantilla Nicol Mora Kizzy Rivas         | Guatemala (GUA) Isabella Barreda Ashley Miranda Darlyn Pereira Leslie Porras Ariadna Ramírez           | Venezuela (VEN) María Domínguez Waleska Ojeda Roselyn Palencia Dahilin Parra Juliette Quiróz Yelbery Rodríguez |
| 5 arcos           | Venezuela (VEN) María Domínguez Waleska Ojeda Roselyn Palencia Dahilin Parra Juliette Quiróz Yelbery Rodríguez | Colômbia (COL) Lorena Duarte Angelica Guerrero Natalia Jiménez Adriana Mantilla Nicol Mora Kizzy Rivas | Guatemala (GUA) Isabella Barreda Ashley Miranda Darlyn Pereira Leslie Porras Ariadna Ramírez                   |
| 3 fitas + 2 bolas | Venezuela (VEN) María Domínguez Waleska Ojeda Roselyn Palencia Dahilin Parra Juliette Quiróz Yelbery Rodríguez | Colômbia (COL) Lorena Duarte Angelica Guerrero Natalia Jiménez Adriana Mantilla Nicol Mora Kizzy Rivas | Guatemala (GUA) Isabella Barreda Ashley Miranda Darlyn Pereira Leslie Porras Ariadna Ramírez                   |

#### Trampolim
| Evento                | Ouro                                     | Prata                                           | Bronze                                  |
| --------------------- | ---------------------------------------- | ----------------------------------------------- | --------------------------------------- |
| Individual masculino  | Ángel Hernández COL Colômbia             | Álvaro Calero COL Colômbia                      | Junior Mateo DOM República Dominicana   |
| Individual feminino   | Katish Hernández COL Colômbia            | Mariana Espejo BOL Bolívia                      | Rebeca Cordero VEN Venezuela            |
| Sincronizado feminino | Bolívia (BOL) Mariana Espejo Anahí Rocha | Colômbia (COL) Katish Hernández Isabel Cardenas | Venezuela (VEN) Rebeca Cordero Sol Lobo |